# Great American Tower at Queen City Square
La Great American Tower at Queen City Square es un rascacielos situado en Cincinnati, la tercera ciudad más poblada del estado de Ohio (Estados Unidos). La torre, construida por Western & Southern Financial Group, comenzó su construcción en julio de 2008 y abrió en enero de 2011 con un coste de 322 millones de dólares. La mitad del edificio está ocupada por la sede de Great American Insurance Company. Es actualmente el tercer edificio más alto en el estado de Ohio.

## Historia
Western & Southern había planteado la idea de construir una torre durante los últimos veinte años, tras el último boom constructivo de Downtown Cincinnati. En 2002 el proyecto fue resucitado. Los planes contemplaban una torre con más de 70.000 m² de espacio de oficinas. Cuando la torre abrió en 2011, tenía 203 m de altura, 28 m por encima de la Carew Tower, que era el anterior edificio más alto de Cincinnati. El edificio fue revisado y aprobado por la Autoridad Portuaria del Gran Cincinnati que determinó si sus parámetros se ajustaban al plan de downtown Cincinnati de 2000. Recibió la aprobación final del Ayuntamiento de Cincinnati el 12 de junio de 2008.

## Diseño
El arquitecto del edificio, Gyo Obata, diseñó el edificio para incluir una corona inspirada por la tiara de Diana de Gales. Gyo estaba hojeando libros cuando se encontró con una foto de Diana con una corona. "Es perfecto. Aquí tenemos la corona del edificio, y el apodo de la ciudad es Queen City," dijo Joe Robertson de Hellmuth, Obata and Kassabaum señalando a Gyo cuando vio por primera vez la imagen. El edificio está construido de cristal y aluminio. Los interiores del lobby de la planta baja fueron diseñados por FRCH Design Worldwide. Obtuvo la aprobación de Sue Ann Painter, autora de "Architecture in Cincinnati" (Ohio University Press, 2006), quien cree que la corona del edificio recuerda al emblemático Chrysler Building. Continúa diciendo que el edificio es algo conservador, pero rinde homenaje a otros rascacielos de Cincinnati. Jay Chatterjee, antiguo decano de la Facultad de Diseño, Arquitectura, Arte y Urbanismo de la Universidad de Cincinnati dice que el diseño es similar a algunos edificios construidos en Estados Unidos en la década de 1980, por lo que no abre ningún camino nuevo.